# NGC 2060
NGC 2060 – pozostałość po supernowej znajdująca się w gwiazdozbiorze Złotej Ryby, w Wielkim Obłoku Magellana. Stanowi część większego kompleksu mgławicowego 30 Doradus, zwanego też Mgławicą Tarantula lub NGC 2070. Nazwą NGC 2060 określa się też czasem luźną gromadę gwiazd, we wnętrzu której znajduje się ta pozostałość po supernowej. Wchodzące w jej skład gwiazdy nie są już ze sobą grawitacyjnie związane i gromada ulegnie rozproszeniu za kilka milionów lat.
NGC 2060 została odkryta przez Johna Herschela w latach 30. XIX wieku.
We wnętrzu mgławicy znajduje się pulsar PSR J0537-6910, którego odkrycie ogłoszono w 1998 roku. Jego wiek szacowany jest na 5000 lat.